# Squatinidae
Squatinidae vormen een familie van haaien uit de orde van zee-engelen (Squatiniformes) .

## Geslacht
- Squatina A. M. C. Duméril, 1806